# G. H. von Mumm’sches Weingut

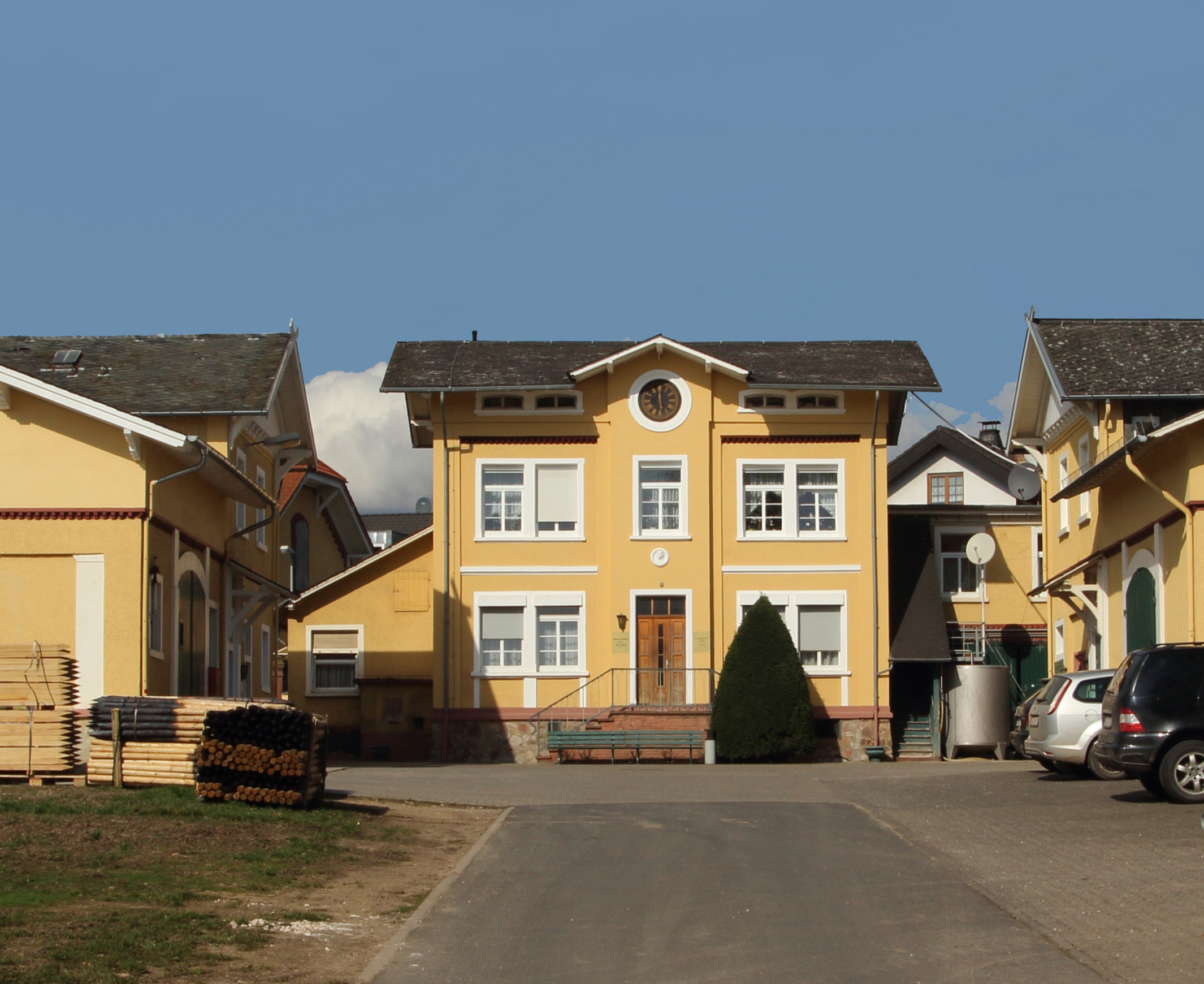
Ehemaliger Standort des G. H. von Mumm’schen Weinguts

G. H. von Mumm ist ein deutsches Weingut in Johannisberg im Weinbaugebiet Rheingau. Es besteht seit 1822 und gehört seit 2012 dem Verband Deutscher Prädikatsweingüter (VDP) an.

## Geschichte
Die Weinberge wurden von Gottlieb Mumm, dem Sohn des Frankfurter Bankiers und Weinhändlers Peter Arnold Mumm (1733–1797) im Jahr 1822 erworben und später durch den Bau eines herrschaftlichen Gutshauses ergänzt. Das Mumm'sche Weingut liegt in der Nähe von Schloss Johannisberg, zu dem die Familie Mumm als Weinhändler bereits seit dem frühen 19. Jahrhundert Geschäftsbeziehungen hatte.
Gottlieb Mumm erweiterte der Rebflächen in Johannisberg und gründete 1827 mit Partnern das – noch heute bekannte – Champagnerhaus P. A. Mumm (heute G. H. Mumm) in Reims, das jedoch im Ersten Weltkrieg durch den Kriegsgegner Frankreich enteignet wurde.
1852 wurde das Gut nach Gottlieb Mumms Sohn Georg Hermann Mumm (1816–1887) „G. H. Mumm“ benannt. Die bürgerliche Familie strebte den Adelstitel an, der ihr 1873 mit „Mumm von Schwarzenstein“ verliehen wurde. Ab dem folgenden Jahr errichtete sie in Johannisberg die Burg Schwarzenstein als historisierende Burgruine. 1896 erwarben sie den erblichen Titel einer Baronie. Georg Hermann Mumms Sohn wiederum war Hermann Mumm von Schwarzenstein (1842–1904), der als Champagner-Baron bekannt war und in Frankfurt am Main die palastartigen Villa Mumm baute.
Als Ersatz für die verlorene Champagnerfabrikation in Reims gründete Godefroy H. von Mumm 1922 in Eltville die „Sektkellerei G. H. Mumm“, die auf Weisung des preußischen Innenministeriums von 1933 an den Namen „von Mumm“ tragen musste, um sich von dem französischen Haus abzugrenzen.
Die Wein- und Sektgüter G. H. von Mumm wurden 1957 von der Lebensmittelgruppe von Rudolf August Oetker übernommen und die Sektkellerei 1958 abgetrennt, die über den Zwischenbesitzer Seagram seit 2002 eine Marke der Rotkäppchen-Mumm Sektkellereien ist. Das Weingut wurde 1980 mit dem inzwischen ebenfalls zu Oetker gehörenden Schloss Johannisberg zur „JWG Johannisberg Weinvertrieb KG“ (heute Henkell & Co. Sektkellerei) mit zusammen 100 Hektar vereinigt. 65 Hektar werden von G. H. von Mumm und 35 von Schloss Johannisberg bewirtschaftet. Nach den Hessischen Staatsweingütern sind die formal getrennten Betriebe der größte Weinerzeuger des Rheingaus.
2011 brachte das Gut den Wein 50. Breitengrad – 2011 Riesling trocken heraus, durch dessen Anbaulage der 50. Breitengrad verläuft. 2012 wurde das Weingut als 197. Mitglied in den Verband Deutscher Prädikatsweingüter (VDP) aufgenommen.
Im Oktober 2018 wurde das historische Betriebsgelände an einen Mainzer Projektentwickler veräußert, an deren Stelle das neue Wohnquartier „Schlossterrassen“ entstehen soll. Mittlerweile wurde das Mumm’sche Weingut auf dem Gelände des Weinguts Schloss Johannisberg angesiedelt.

## Lagen
Das Gut bewirtschaftet 65 Hektar Rebfläche und gehört damit zu den großen Weinbaubetrieben. Sie befinden sich in 16 Einzellagen in Assmannshausen, Rüdesheim am Rhein, Geisenheim, Johannisberg und Winkel. In den Einzellagen Schwarzenstein, Hansenberg und Mittelhölle baut man neben Riesling auch Weißburgunder an. Der Assmannshäuser Höllenberg ist vor allem mit Spätburgunder bestockt.

## Erste Gewächse
Insgesamt sind 15 Hektar des Gutes für die Qualitätsstufe Erste Gewächse qualifiziert:
- Assmannshausen: Höllenberg 0,88 ha, Frankenthal 1,20 ha
- Rüdesheim am Rhein: Berg Rottland 1,56 ha
- Geisenheim: Kläuserweg 1,54 ha
- Johannisberg: Mittelhölle 6,00 ha, Hölle 2,50 ha
- Winkel: Hasensprung 1,50 ha